# 广东毛蕊茶
广东毛蕊茶（学名：Camellia melliana）是山茶科山茶属的植物，为中国的特有植物。分布于中国大陆的广东等地，目前尚未由人工引种栽培。